# Torch Song Trilogy
Torch Song Trilogy (br: Essa Estranha Atração; pt: Corações de Papel)1988 é um filme norte-americano, adaptação da peça teatral escrita e estrelada na Broadway pelo protagonista Harvey Fierstein. O filme foi dirigido por Paul Bogart.

## Sinopse
O filme conta a vida amorosa de um homossexual de Nova Yorque que ganha a vida como atração em show de travestis e a relação conturbada com sua mãe Anne Bancroft, judia e possessiva, que não aceita sua orientação sexual.

## Elenco
- Harvey Fierstein ... Arnold Beckoff
- Anne Bancroft ... Ma Beckoff
- Matthew Broderick ... Alan Simon
- Brian Kerwin ... Ed Reese
- Karen Young ... Laurel
- Eddie Castrodad ... David
- Ken Page ... Murray
- Charles Pierce ... Bertha Venation
- Robert Neary ... Corista

## Curiosidades
- Na época, a opção de Matthew Broderick por fazer o filme foi considerada arriscada. Diversos atores ficaram marcados ao desempenhar papéis gays nas telas de cinema. O futuro mostrou que a escolha não se refletiu na carreira do ator.
- Matthew Broderick faz, no filme, o papel de amante do personagem principal. Ele também trabalhou na versão teatral da peça, porém fazendo outro papel, o do filho adotivo.
- A peça teatral , bem mais burlesca nos palcos, precisou receber um tratamento mais sério, ao ser vertida para o cinema, já que estreou em tempos de surgimento e avanço da AIDS.